# Wimpie van der Walt
Pour les articles homonymes, voir Van der Walt.

a Compétitions nationales et continentales officielles uniquement.

b Matchs officiels uniquement.
Dernière mise à jour le 3 août 2022.
Wimpie van der Walt, né le 6 janvier 1989 à Brits (Afrique du Sud), est un joueur international japonais d'origine sud-africaine de rugby à XV, évoluant au poste de troisième ligne aile ou de deuxième ligne. Il évolue avec le club des Osaka Red Hurricanes en deuxième division de League One depuis 2013.

## Carrière

### En club
Wimpie van der Walt a évolué sous les couleurs des Pumas en Craven Week entre 2006 et 2007, puis a rejoint l'académie de la Western Province,. Il joue également en Varsity Cup (championnat universitaire sud-africain) avec les Maties (club de l'université de Stellenbosch) en 2010,.
Il commence sa carrière professionnelle avec la Western Province en 2010 en Vodacom Cup, puis en Currie Cup l'année suivante,.
En 2011, il rejoint le club italien de San Gregorio en Eccellenza,. Il ne joue qu'une saison avec le club sicilien, et ne peut l'empêcher de terminer à la dernière place du classement, et d'être relégué en Série A.
Il signe ensuite avec les Eastern Province Kings pour la Currie Cup First Division 2012, qu'il remporte à l'issue de la saison,. Dans la foulée, il rejoint les Southern Kings en Super Rugby, avec qui il dispute la saison 2013. Avec cette équipe, il effectue une bonne saison, jouant quinze matchs, et marquant six essais,.
En 2013 toujours, il rejoint le club japonais des NTT Docomo Red Hurricanes évoluant en Top League,. Avec cette équipe, il connait une relégation en Top Ligue Ouest A en 2016, suivi immédiatement d'une remontée en Top League la saison suivante, et d'une nouvelle relégation, en Top Challenge League cette fois, en 2018,.
En 2014, il fait une courte pige en Afrique du Sud en rejoignant la franchise des Bulls en Super Rugby, ainsi que les Blue Bulls en Vodacom Cup, sous la forme d'un prêt afin de compenser des blessures de Deon Stegmann et Dewald Potgieter.
En 2018, il dispute une saison avec la franchise japonaise des Sunwolves, évoluant en Super Rugby.

### En équipe nationale
Wimpie van der Walt a joué avec la sélection scolaire sud-africaine en 2007.
N'ayant jamais joué pour une sélection de son pays d'origine et ayant joué au Japon pendant au moins trois ans consécutivement, il a pu honorer sa première cape internationale en équipe du Japon lors de la tournée de novembre 2017 contre l'équipe d'Australie à Yokohama,.
Il fait partie du groupe japonais sélectionné pour participer à la Coupe du monde 2019 au Japon. Il dispute quatre rencontres, dont le quart de finale contre l'équipe d'Afrique du Sud.

## Palmarès

### En club
- Champion de Currie Cup First Division en 2012.
- Champion de la Top Ligue Ouest A en 2016.

### En équipe nationale
- 20 sélections avec le Japon depuis 2017.
- 10 points (2 essais).

- Participation à la Coupe du monde 2019 (4 matchs).